# Улица Мещерякова
У́лица Мещеряко́ва (до 5 апреля 1965 года — Сове́тская у́лица (Ту́шино), до 1960 года — Сове́тская у́лица города Тушино) — улица, расположенная в Северо-Западном административном округе города Москвы на территории района Покровское-Стрешнево.

## История
Улица получила современное название в память о публицисте Н. Л. Мещерякове (1865—1942). До 5 апреля 1965 года называлась Сове́тская у́лица (Ту́шино), до 1960 года — Сове́тская у́лица города Тушино.

## Расположение
Улица Мещерякова проходит от улицы Свободы на запад до Вишнёвой улицы. Нумерация домов начинается от улицы Свободы.

## Примечательные здания и сооружения
По нечётной стороне:
По чётной стороне:

## Транспорт

### Наземный транспорт
По улице Мещерякова не проходят маршруты наземного общественного транспорта. У западного конца улицы расположена остановка «Улица Мещерякова» автобусов 96, 102, 678, Т; у восточного — остановка «Улица Мещерякова» автобусов 62, 96, 102, 248, 678, Т, т70, трамвая 6.

### Метро
- Станция метро «Тушинская» Таганско-Краснопресненской линии — юго-западнее улицы, на проезде Стратонавтов.

### Железнодорожный транспорт
- Платформа «Тушинская» Рижского направления МЖД — юго-западнее улицы, на проезде Стратонавтов.